# 甘孜镇
甘孜镇（藏語：དཀར་མཛེས་གྲོང་རྡལ།），是中华人民共和国四川省甘孜藏族自治州甘孜县下辖的一个乡镇级行政单位，是西藏历史上的康区，位于四川省的西北部。
甘孜镇是藏族的一个聚居区，在康定的东北385公里处。15世纪修建的甘孜寺坐落于此，距离甘孜镇2公里的山丘上，有500多名格鲁派僧人和3名祖古。

## 行政区划
甘孜镇下辖以下地区：
城区社区、德巴村、瓦巴村、根布夏村、麻达卡村、错地卡村、甲布卡村、西戈甲村、青柯普底村、仁色底村、呷西卡村、启珠甲村、卡加卡村、甲珠卡村、甲卡村、然巴村、然格村、普苏村、九日村、门达村、河坝村、打金滩村、新市区村和雅桥村。

## 地理
甘孜镇坐落于甘孜山谷中的遍布岩石和山脉的地带，海平面3390米以上。雅砻江的支流绒岔河由北向南穿过甘孜镇。